# Cormelles-le-Royal
Cormelles-le-Royal é uma comuna francesa na região administrativa da Normandia, no departamento Calvados. Estende-se por uma área de 3,48 km². Em 2010 a comuna tinha 5 004 habitantes (densidade: 1 437,9 hab./km²).323 hab/km².